# Райлли, Мэгги
Мэ́гги Ра́йлли (англ. Maggie Reilly; род. 15 сентября 1956, Глазго) — британская певица, ставшая известной главным образом благодаря сотрудничеству с Майком Олдфилдом. Наиболее примечательно её участие в записи песни «Moonlight Shadow», ставшей международным хитом в 1983 году.

## Карьера
На первом этапе своей карьеры в 1970-х годах, Райлли была вокалисткой группы Cado Belle. Группа выпустила один одноимённый альбом в 1976 году. В 1980—1984 гг. Мэгги была основной вокалисткой Майка Олдфилда, завоевав известность, исполняя вокальные партии на многих его песнях — «Moonlight Shadow», «To France», «Family Man», «Five Miles Out». 
C 1992 года Мэгги Райлли занялась сольной карьерой.

## Дискография

### Соло-альбомы
- Echoes (1992)
- Midnight Sun (1993)
- Elena (1996)
- All the Mixes (1996)
- Elena: The Mixes (1997)
- The Best of Maggie Reilly, There and Back Again (1998)
- Starcrossed (2000)
- Save It for a Rainy Day (2002)
- Rowan (2006)
- Midnight Sun (2008)
- Looking Back, Moving Forward (2009)
- Maggie Reilly - Heaven Sent (2013)
- Echoes remastered and expanded deluxe edition (2019)
- Starfields (2019)

### В составе группы Майка Олдфилда
- QE2 (1980)
- Five Miles Out (1982)
- Crises (1983)
- Discovery (1984)
- The Complete Mike Oldfield (1985)
- Earth Moving (1989)
- Elements – The Best of Mike Oldfield (1993)
- XXV: The Essential (1997)

### Другие коллаборации
- Cado Belle – Cado Belle (1976)
- Jim Wilkie – The Waxer (1979)
- Doll by Doll – Grand Passion (1982)
- Дэйв Гринфилд & Жан-Жак Бёрнел – Fire & Water (1983)
- Peter Blegvad – Naked Shakespeare (1983)
- Ник Мейсон & Рик Фенн – Profiles (1985)
- Flairck – Sleight of Hand (1986)
- Mike Batt – The Hunting of the Snark (1986)
- Джек Брюс – Willpower (1989)
- The Sisters of Mercy – Vision Thing (1990)
- Flairck – Sleight of Hand (1986)
- Джек Брюс – Somethin' Else (1992)
- Джек Брюс – Cities of the Heart (1993)
- The Lenny MacDowell Project – Lost Paradise (1993)
- Artists For Nature – Earthrise, The Rainforest Album (1994)
- Колм Уилкинсон – Stage Heroes (1994)
- Juliane Werding – Du Schaffst Es (1994)
- Juliane Werding and Viktor Lazlo – Engel Wie Du (1994)
- Джек Брюс – The Collectors Edition (1996)
- Джек Брюс – Sitting on top of the World (1997)
- Simon Nicol – Before Your Time / Consonant Please Carol (1998)
- Smokie – Wild Horses – The Nashville Album (1998)
- Smokie – Our Swedish Collection (1999)
- Lesiem – Times (2003) / Auracle (2004)
- XII Alfonso – Charles Darwin (2012)